# Soraya Arnelas
Soraya Arnelas, född 13 september 1982, är en spansk sångerska som representerade sitt land i Eurovision Song Contest 2009 med låten La noche es para mí. Soraya Arnelas hade fram till 2012 en svensk pojkvän, Jonatan Moen, som hon först fick kontakt med via internet. Att det tog slut bekräftade Soraya Arnelas via twitter.

## Diskografi

### Album
- 2005 - Corazón de fuego
- 2006 - Ochenta's
- 2007 - Dolce Vita
- 2008 - Sin miedo
- 2010 - Dreamer